# Le Retail
Le Retail település Franciaországban, Deux-Sèvres megyében. Lakosainak száma 275 fő (2022. január 1.). Le Retail Allonne, Fenioux, Pamplie és Secondigny községekkel határos.

## Népesség
A település népességének változása:
| Lakosok száma | 281  | 281  | 284  | 278  | 277  | 276  | 273  | 274  | 275  |
|               | 2013 | 2015 | 2016 | 2017 | 2018 | 2019 | 2020 | 2021 | 2022 |